# Aljoša Solovera
Aljoša Solovera - Roje, čilensko-slovenski skladatelj in pedagog, * 8. maj 1963, Santiago de Chile (Čile).
Na akademiji za glasbo v Ljubljani je leta 1988 končal študij glasbene pedagogike, leta 1991 pa študij kompozicije. Podiplomsko se je izpopolnjeval na dunajski Visoki šoli za glasbo. Je član Društva slovenskih skladateljev.